# Arthur J. Burks
Arthur J. Burks (geboren am 13. September 1898 in Waterville, Washington; gestorben am 13. Mai 1974 in Lancaster, Pennsylvania) war ein Offizier des United States Marine Corps und Schriftsteller.

## Leben
Burks verfolgte zunächst ab 1917 eine militärische Karriere im Marine Corps, wo er Ordonnanzoffizier von General Smedley D. Butler war. 1927 quittierte er den Dienst und widmete sich der Schriftstellerei.
Er wurde einer der produktivsten Autoren der Pulp-Magazine der Epoche und veröffentlichte vorwiegend in Weird Tales und Astounding. Einer eigenen Schätzung nach hatte er bis 1936 ungefähr 1400 Stories veröffentlicht, sowohl unter eigenem Namen als auch unter verschiedenen Pseudonymen wie Estil Critchie, Burke MacArthur, Lieutenant Frank Johnson, Scott Morgan und Spencer Whitney.
Im Zweiten Weltkrieg ließ er sich reaktivieren und überwachte die Grundausbildung von einem Drittel der auf den Kriegsschauplatz entsandten US Marines, zuletzt im Rang eines Lieutenant Colonel (Oberstleutnant).
Im Verhältnis zum Umfang seines Werkes erschien nur wenig in Buchform oder als Sammlung. Zu nennen ist hier die 1966 bei Arkham House erschienene Sammlung Black Medicine mit 16 Erzählungen, davon 15 in Weird Tales 1924–1928 erschienen. 2014 erschien Cathedral of Horror and Other Stories als erster Band einer Ausgabe seiner Weird Tales. In deutscher Übersetzung erschienen ein Abenteuerroman und eine Kurzgeschichte.

## Werke
Strange Tales from Santo Domingo (Kurzgeschichten)
- 1 A Broken Lamp-Chimney (in: Weird Tales, February 1925)
- 2 Desert of the Dead (in: Weird Tales, March 1925)
- 3 Daylight Shadows (in: Weird Tales, April 1925)
- 4 The Sorrowful Sisterhood (in: Weird Tales, May 1925)
- 5 The Phantom Chibo (in: Weird Tales, June 1925)
- Faces (in: Weird Tales, April 1927)

Caleb Barter (Kurzromane)
- 1 Manape the Mighty (in: Astounding Stories, June 1931)
- 2 The Mind Master (2 Teile in: Astounding Stories, January 1932 ff.)

Josh McNab (Kurzgeschichten)
- Hell Ship (in: Astounding Science-Fiction, August 1938)
- Done in Oil (in: Astounding Science-Fiction, June 1939)
- The First Shall Be Last (in: Astounding Science-Fiction, January 1939)
- Follow the Bouncing Ball (in: Astounding Science-Fiction, March 1939)

David Haslup (Kurzgeschichten)
- Exodus (in: Marvel Science Stories, November 1938)
- Survival (in: Marvel Science Stories, August 1938)

Einzelromane
- The Splendid Half Caste (1925)
- Walter Garvin in Mexico (1927; mit Smedley D. Butler)
- Invisible Threads (2 Teile in: Weird Tales, September 1928 ff.)
- Earth, the Marauder (3 Teile in: Astounding Stories of Super-Science, July 1930 ff.)
- Rivers Into Wilderness (1932; als Burke MacArthur)
- Land of Checkerboard Families (1932)
- Mind Master (1932)
- Here Are My People (1934, Familiengeschichte)
- The Hollywood Murders (Reihe Phantom Detective, 1935)
- Jason Sows Again (2 Teile in: Astounding Science-Fiction, March 1938 ff.)
- The Great Amen (1938)
- Who Do You Think You Are? (1939, Essay)
- Bells Above the Amazon : The Life of Hugo Mense, Adventurer of the Spirit (1951)
  - Deutsch: Glocken am Kururu : Die Abenteuer einer Indianermission. Übersetzt von Gregor Gebken. Verlag Styria, Graz, Wien und Köln 1955, DNB 450714810.
- The Great Mirror (in: Science Fiction Quarterly, Summer 1942)
- The Osilans (3 Teile in: Spaceway, December 1953 ff.)
- The Casket (1973)

Sammlungen
- Look Behind You (1954)
- Black Medicine (1966)
- The Crimson Blight and Other Stories (2009)
- Tales of the Man-Ape (2010)
- Man-Ape: Two Tales from the Pulps (2012)
- The Osilians (2012)
- Grottos of Chinatown: The Dorus Noel Stories (2009)
- Cathedral of Horror and Other Stories: The Weird Tales of Arthur J. Burks: Volume #1 (2014)
- The Osilans / The Metal Monster (2017, Sammelausgabe)
- Blood of the Dragon

Kurzgeschichten
1924:
- Thus Spake the Prophetess: A Tale of Haiti (in: Weird Tales, November 1924)
- Voodoo (in: Weird Tales, December 1924; auch: Cerimarie, 1968)

1925:
- Luisma’s Return (in: Weird Tales, January 1925)
- Black Medicine (in: Weird Tales, August 1925)
- The Purple Dragon (in: Real Detective Tales and Mystery Stories, August-September 1925)
- Vale of the Corbies (in: Weird Tales, November 1925)
- When the Graves Were Opened (in: Weird Tales, December 1925)

1926:
- Something Toothsome (in: Weird Tales, March 1926)
- The Ghosts of Steamboat Coulee (in: Weird Tales, May 1926)
- Asphodel (in: Weird Tales, June 1926)
- Orbit of Souls (in: Weird Tales, December 1926)

1927:
- The Invading Horde (in: Weird Tales, November 1927)
- Bells of Oceana (in: Weird Tales, December 1927)
  - Deutsch: Die Glocken des Ozeans. Übersetzt von Sigrid Langhaeuser. In: Frank Festa (Hrsg.): Das rote Zimmer. Festa (H. P. Lovecrafts Bibliothek des Schreckens #2625), 2010, ISBN 978-3-86552-088-3.

1928:
- Three Coffins (in: Weird Tales, May 1928)

1930:
- Monsters of Moyen (in: Astounding Stories of Super-Science, April 1930)

1931:
- Mad Marionettes (in: Miracle Science and Fantasy Stories, April-May 1931)
- The Place of the Pythons (in: Strange Tales of Mystery and Terror, September 1931)
- Guatemozin the Visitant (in: Strange Tales of Mystery and Terror, November 1931)

1932:
- Peter Quals, Leader of Samurai (in: Soldiers of Fortune, February 1932)

1933:
- Chinese Processional (in: Weird Tales, January 1933)
- Lords of the Stratosphere (in: Astounding Stories of Super-Science, March 1933)
- Double Jeopardy (in: Doc Savage Magazine, May 1933)
- Callisto’s Children (Teil 3 von Cosmos, Gemeinschaftswerk mehrerer Autoren in: Science Fiction Digest, September 1933 ff.)
- Central Park Murder (in: The Shadow Magazine, September 1, 1933)
- Scroll of Armageddon (2 Teile in: Science Fiction Digest, October 1933 ff.)
- My Lady of the Tunnel (in: Astounding Stories, November 1933)

1934:
- Sight Unseeing (in: Strange Detective Stories, January 1934)
- D.O.A. (in: The Shadow Magazine, June 1, 1934)
- Cigarette Characterization #2 (in: Fantasy Magazine, July 1934)

1935:
- The Black Orchids (in: Doctor Death, February 1935)
- Terror in the Dark (in: Horror Stories, February 1935)
- The Man Who Didn’t Exist (in: Doctor Death, March 1935)
- Six Doors to Horror (in: Terror Tales, March 1935)
- Where the Dead Dance Always! (in: Horror Stories, March 1935)
- The Cat People (in: Thrilling Mysteries, April 1935)
- Eater of Souls (in: Terror Tales, April 1935)
- Jewel of Madness (in: Dime Mystery Magazine, April 1935)
- Keepers of the Black Tavern (in: Terror Tales, May 1935)
- Blossoms of Doom (in: Terror Tales, June 1935)
- The Devil’s Sculptor (in: Horror Stories, June 1935)
- Women of Stone (in: Dime Mystery Magazine, June 1935)
  - Deutsch: Stalagmiten. In: Michael Schmidt, Matthias Käther (Hrsg.): Fantastic Pulp 2. Blitz-Verlag, Windeck 2021.
- Dance of the Dead (in: Horror Stories, July 1935)
- Priestess of Shame (in: Dime Mystery Magazine, July 1935)
- The Well of Suicides (in: Horror Stories, July 1935)
- When a Corpse Commands (in: Terror Tales, August 1935)
- No Man Escapes Me (in: Terror Tales, September 1935)
- Satan’s Lash (in: Horror Stories, September 1935)
- Through Death’s Thin Veil (in: Terror Tales, September 1935)
- Corpse Pirates (in: Horror Stories, October 1935)
- The Dead Walk Softly (in: Thrilling Mystery, October 1935)
- Death-Nymph (in: Dime Mystery Magazine, October 1935)
- Dogs of Madness (in: Horror Stories, November 1935)
- Death’s Masterpiece (in: Terror Tales, December 1935)
- Devils in the Dust (in: Thrilling Mystery, December 1935)
- Living Nightmare (in: Horror Stories, December 1935)
- Murder Brides (in: Horror Stories, December 1935)
- Slaves of the Blood-Wolves (in: Terror Tales, December 1935)

1936:
- Her Lover—The Executioner (in: Terror Tales, February 1936)
- The Women Loved by Death (in: Horror Stories, February-March 1936)
- Call Me Monster (in: Terror Tales, March 1936)
- A Bride for Death (in: Terror Tales, April 1936)
- The Room of Shadows (in: Weird Tales, May 1936)
  - Deutsch: Zimmer reserviert für Schatten. In: Kai Boß (Hrsg.): Luther’s Grusel + Horror Cabinet 5. Luther Grusel + Horror, 1975.
- The Chair Where Terror Sat (in: Horror Stories, June-July 1936)
- Mates for Madmen (in: Terror Tales, June 1936)
- They Call Me Killer (in: Terror Tales, June 1936)
- Dance of the Damned (in: Horror Stories, August-September 1936)
- Green-Eyed Vengeance (in: Secret Agent X, August 1936)
- Dictator of the Atoms (in: Thrilling Wonder Stories, October 1936)
- Hostage of the Tomb (1936, in: Horror Stories, December 1936-January 1937)

1937:
- From Time’s Black Vault (in: Horror Stories, April-May 1937)
- The Canyon of Missing Brides (in: Terror Tales, November-December 1937)
- The Golden Horseshoe (in: Astounding Stories, November 1937)
- Floodgates of Hell (1937, in: Horror Stories, December 1937-January 1938)

1938:
- The Fatal Quadrant (in: Astounding Stories, February 1938)
- Cathedral of Horror (in: Terror Tales, July-August 1938)
- Madness for Two (in: Terror Tales, September-October 1938)
- The Trapper (in: Astounding Science-Fiction, September 1938)
- The Challenge of Atlantis (in: Thrilling Wonder Stories, October 1938)
- Tiger Pit (in: Thrilling Mystery, November 1938)
- Creeping Mist on Cabritos (in: Doc Savage, December 1938)

1939:
- The Discarded Veil (in: Thrilling Wonder Stories, February 1939)
- The Changeling (in: Unknown, April 1939)
- Take Me, and Die! (in: Uncanny Tales, April-May 1939)
- Spawn of Satan’s Scourge (in: Mystery Tales, May 1939)
- The Firecracker (in: The Avenger, September 1939)
- To-Night I Sleep with Terror (in: Mystery Tales, September 1939)
- The Elder Gods (in: Unknown, October 1939; mit John W. Campbell Jr.)
- Dance with My Bride and Die! (in: Uncanny Tales, November 1939)
- Maidens for Bondage (in: Mystery Novels and Short Stories, December 1939)
- My Bride Belongs to the Ages (in: Marvel Tales, December 1939)

1940:
- The Flesh-Hungry Phantoms (in: Uncanny Tales, March 1940)
- Kanaima (in: Strange Stories, April 1940)
- West Point of Tomorrow (in: Thrilling Wonder Stories, September 1940)
- A Snare for Tomorrow (in: Thrilling Wonder Stories, November 1940)
- The Secret of Dr. Haemo (in: Horror Stories, December 1940)

1941:
- Citadel of Science (in: Thrilling Wonder Stories, January 1941)
- Death, I Want to Dance! (in: Strange Stories, February 1941)
- The Pioneer (in: Stirring Science Stories, June 1941)
- The Man Who Fought Destiny (1941, in: Captain Future, Winter 1942)
- Death on Safari (in: Jungle Stories, Fall 1941)

1942:
- The Far Detour (in: Science Fiction Quarterly, Winter 1942)

1943:
- Dominion (in: Science Fiction Stories, July 1943)

1948:
- Thieves of Time (in: Thrilling Wonder Stories, April 1948)
- Yesterday’s Doors (in: Thrilling Wonder Stories, October 1948)

1949:
- The Wizard of Bird-in-Hand (in: Weird Tales, March 1949)
- The Inner Man (in: Weird Tales, May 1949)
- White Catastrophe (in: Thrilling Wonder Stories, June 1949)
- These Debts Are Yours (in: Weird Tales, November 1949)

1950:
- Black Harvest of Moraine (in: Weird Tales, January 1950)
  - Deutsch: Der schwarze Prometheus. Übersetzt von Wulf H. Bergner. In: Kurt Singer (Hrsg.): 13 Horror-Stories. Heyne-Anthologien #36, 1972.
- The Vanishers (in: Super Science Stories, May 1950)
- Shallajai (in: Weird Tales, July 1950)
- Trin (in: Marvel Science Stories, November 1950)

1951:
- Church in the Jungles (in: Weird Tales, September 1951)
- Hydra (in: New Worlds, #10 Summer 1951)

1952:
- Rhythmic Formula (in: Weird Tales, May 1952)
- Astra (in: Weird Tales, November 1952)

1953:
- Escape to Yesterday (1953, in: William L. Crawford und Margaret Crawford (als Garret Ford) (Hrsg.): Science and Sorcery)

1954:
- Morpho on the Screen (in: Weird Tales, March 1954)
- X of Mizar (in: Spaceway, June 1954)
- The City of Ind (in: Spaceway, December 1954)
- All the Lights Were Green (1954, in: Arthur J. Burks: Look Behind You)
- The Chosen of the Gods (1954, in: Arthur J. Burks: Look Behind You)
- The Kindness of Maracati (1954, in: Arthur J. Burks: Look Behind You)
- Look Behind You! (1954, in: Arthur J. Burks: Look Behind You)
- Our Daily Tuesday (1954, in: Arthur J. Burks: Look Behind You)
- Ye Impys of Helle (1954, in: Arthur J. Burks: Look Behind You)

1958:
- Little America on the Moon (in: Super-Science Fiction, June 1958)

1982:
- Borderland (in: Fantasy Book, February 1982)

1993:
- Slack Wires (1993, in: Robert Weinberg, Stefan Dziemianowicz und Martin H. Greenberg (Hrsg.): Tough Guys & Dangerous Dames)

2004:
- Spell of the Devil Dolls (in: High Adventure, #74 January 2004)

2008:
- Dragon’s Gate (2008, in: Strange Detective Stories, December 1933 (facsimile))

2009:
- Mates for the Morgue-Master (in: Blood ’N’ Thunder #24, Summer 2009)
- The Crimson Blight (2009, in: Arthur J. Burks: The Crimson Blight and Other Stories)

2010:
- Kurda’s Corridor (2010, in: Leo Margulies (Hrsg.): Thrilling Mystery, May 1936)
- The Death Kiss (2010, in: Leo Margulies (Hrsg.): Thrilling Mystery, June 1936)

2017:
- The Cannibal Floor (2017, in: High Adventure, #155)